# Gymnasium Beekvliet
Gymnasium Beekvliet is een katholiek categoraal gymnasium dat gevestigd is te Sint-Michielsgestel. De school valt onder het bestuur van de vereniging Ons Middelbaar Onderwijs (OMO). In het schooljaar 2019-2020 telt de school 784 leerlingen.

## Geschiedenis
Het huidige "Gymnasium Beekvliet" is ontstaan uit het Seminarie Beekvliet.
In Sint-Michielsgestel werd het kleinseminarie "Beekvliet" opgericht in  1815. Het was een logische stap na de oprichting van een grootseminarie te 's-Hertogenbosch door Antonius van Gils in 1798, dat een jaar later naar Nieuw-Herlaar verhuisde. In 1815 werd het kleinseminarie door Van Gils gesticht in Huize Veebeek bij Berlicum. In 1816 werd het landgoed Beekvliet aangekocht en in 1817 kwam het als kleinseminarie in gebruik. Afgezien van het feit dat de leerlingen intern gehuisvest waren en voor het priesterschap waren bestemd, verschilde de opleiding niet veel van die van een Latijnse school. Koning Willem I voerde echter een antiklerikale politiek en van 1825-1829 moest het seminarie zelfs sluiten. De Wet op het Hoger Onderwijs van 1876 noopte de Latijnse scholen, en ook het kleinseminarie, om het 16e-eeuwse vakkenpakket aan de moderne tijd aan te passen. Aldus verschafte het kleinseminarie toegang tot het hoger onderwijs. In de jaren 60 van de 20e eeuw kozen steeds meer leerlingen voor het reguliere hoger onderwijs en een afnemend aantal wilde priester worden. Uiteindelijk ontwikkelde het kleinseminarie zich tot een regulier gymnasium, wat in 1972 ook formeel een feit werd.

## Gijzelaars
Tijdens de Tweede Wereldoorlog was Beekvliet in gebruik als een gijzelaarskamp voor politiek geëngageerde of invloedrijke Nederlanders, beter bekend onder de naam kamp Sint-Michielsgestel. In dat kamp zaten voornamelijk gijzelaars gevangen. Op 4 mei 1942 werden in Beekvliet 460 Nederlandse mannen geïnterneerd. Onder de gijzelaars kwamen gesprekken op gang over het vernieuwen van de maatschappelijke verhoudingen in Nederland en het doorbreken van de verzuiling. Onder meer Simon Vestdijk en Anton van Duinkerken namen daaraan deel. Geïnterneerde (latere) politici/beroemdheden waren onder andere prof.ir. Wim Schermerhorn (de eerste Nederlandse premier na de Tweede Wereldoorlog), prof .dr. Willem Banning, prof. dr. Pieter Geyl, prof. dr. Niko Tinbergen, prof. dr. Hendrik Brugmans, dr. Hendrik Algra, jhr. Marinus van der Goes van Naters en prof. dr. Jan de Quay. Op 15 augustus 1942 en 16 oktober 1942 zijn enkele geïnterneerden door de Duitsers gefusilleerd, als vergelding voor verzetsacties in het land.

## Heden
Toen het seminarie in 1972 sloot, werd het gymnasium voortgezet met externe leerlingen uit de gehele regio. De Duitse Bouw waar tijdens de Tweede Wereldoorlog de gijzelaars verbleven is tot en met 1978 in gebruik geweest als gymnasium, waarna een nieuw pand aan de overkant van de Beekvlietstraat is betrokken door de school. Bijzonder aan dit gymnasium was dat het een ongedeeld gymnasium was, dus geen alfa- of betarichting kende. Tegenwoordig is het "Gymnasium Beekvliet" een zelfstandig gymnasium met ruim 850 leerlingen. In 2014 is de Beekvliet met een record van 186 brugklassers gestart. In 2005 vierde Beekvliet zijn 190-jarig bestaan. In 2015 is er een groot 200-jarig bestaan gevierd. Dit feest was een groot feest met ongeveer 2000 oud-leerlingen als bezoekers. Voor dit jubileum zijn ook een groot boek en een film gemaakt over de geschiedenis en de huidige activiteiten op Beekvliet.
Het oude Beekvliet-complex werd grotendeels gesloopt en besloeg een terrein dat nu omzoomd wordt door de straten Spijt - Beekgraaf - Krommeweg - Beekvlietstraat - Seminarielaan - Schijndelseweg. Alleen de toren en een deel deel van het hoofdgebouw aan de Seminarielaan zijn ontsnapt aan de slopershamer. De boomgaard, sportvelden, botanische tuin en de gebouwen hebben plaatsgemaakt voor een moderne woonwijk waarin alleen nog de Seminarielaan, Grote Cour, Brevierpad, Valklaan en de vijver aan de Willem Sparkweg herinneren aan hun oorspronkelijke functie in het Beekvliet-tijdperk.
Het hoofdgebouw stamt uit 1905-1907 en is ook nu nog een massief complex met torentje. Architect was W.Th. van Aalst.
Ook is er nog een uit 1865 daterend park met vijver overgebleven waarin veel exotische bomen staan. Bovendien is er een beeld van Peter van de Locht uit 1998, genaamd: architectuur der natuur. Het hoofdgebouw zelf behoort nu tot een centrum voor bejaardenzorg.
Aan de periode der gijzelaars herinnert de tekst van een gedicht van Anton van Duinkerken, die aan de Beekvlietstraat te vinden is.

## Feiten op een rij
- 1815 Oprichting Beekvliet
- 1942 Als gijzelaarskamp gebruikt door de Duitse bezetter, uitbreiding met de Duitse Bouw
- 1972 Opheffing van het Seminarie, voortzetting als Gymnasium in de Duitse Bouw
- 1978 Verhuizing naar nieuw pand aan de Beekvlietstraat
- 1992 Oprichting monument voor de in 1942 gefusilleerden
- 1995 Uitbreiding pand aan de Beekvlietstraat
- 2002 Studiehuis en uitbreiding pand aan de Beekvlietstraat
- 2010 Opening nieuw bèta-lab
- 2014 Nieuw ingerichte garderobe
- 2015 B200 jubileum voor het 200-jarig bestaan van Beekvliet

## Bekende Beekvlieters
- Christiaan Hoecken - missionaris in de VS (1808-1851)
- Adriaan Hoecken - missionaris in de VS (1815-1897)
- Franciscus Janssens - aartsbisschop van New Orleans (1843-1897)
- Petrus Donders - missionaris in Suriname (1809-1887)
- Arnold Diepen - bisschop van 's-Hertogenbosch (1860-1943)
- Joseph Dobbe - missionaris in China (1864-1900)
- Gijsbertus Jaspers - missionaris in China (1871-1900)
- Floris van der Putt - priester en componist (1915-1990)
- Maurice Pirenne - priester en componist (1928-2008)
- Winy Maas - Architect (1959)
- Peter-Paul Verbeek - rector magnificus Universiteit van Amsterdam (1970)
- Lindo Duvall - radio-dj (1973)
- Hanne Buis - bestuurder Schiphol Group (1976) [1]
- Roxane van Iperen - auteur (1976)
- Twan Burg - schaker (1990)